# Terre Haute
Terre Haute [ˈtʰɛrə ˈhoʊt] ist eine City in und Verwaltungssitz von Vigo County im US-Bundesstaat Indiana.
Bei der Volkszählung im Jahr 2020 wurden in der Stadt am Ufer des Wabash-Flusses 58.389 Einwohner gezählt. Sie ist Sitz der Indiana State University. Der Bürgermeister ist der Republikaner Duke A. Bennett.
Außerhalb der Stadt befindet sich der Terre Haute Federal Correctional Complex.

## Geschichte
Der Name Terre Haute ist französischer Herkunft und bedeutet hohes Land. Er wurde von französischen Entdeckern vergeben, die das Plateau im 18. Jahrhundert besuchten. 1811 wurde während des Tecumseh-Krieges Fort Harrison errichtet, das den Beginn dauerhafter Besiedlung darstellte. Die Stadt selbst wurde 1816 gegründet. Sie war in der Folgezeit Zentrum der Landwirtschaft und Schweinezucht. Sie verfügte über einen Hafen am Wabash.
Am 14. September 1944 ereignete sich in der Nähe von Terre Haute ein schwerer Eisenbahnunfall: Die Kreuzung zwischen einem nach Norden fahrenden Zug und dem nach Süden fahrenden Fernzug Dixie Flyer war auf einer eingleisigen Strecke vom planmäßig vorgesehenen Dewey zehn Kilometer nach Norden in den Kreuzungsbahnhof Atherton verschoben worden. Die Lokomotivführer hatten entsprechende Anweisungen erhalten und die Strecke war mit Lichtsignalen ausgerüstet, die auch einwandfrei arbeiteten. Gleichwohl hielt der Lokomotivführer des Dixie Flyer nicht in Atherton und fuhr im vorgesehenen Kreuzungsbahnhof durch. Auf der anschließend wieder eingleisigen Strecke kam es zum Frontalzusammenstoß beider Züge. 29 Menschen starben, weitere 42 wurden verletzt.
Ein in den 1930er-Jahren im Art-déco-Stil errichtetes Bundesbehörden-Gebäude beherbergt seit den 2010er-Jahren Büros, Hörsäle und Seminarräume der Indiana State University. In dem Gebäude befindet sich in einem ehemaligen Gerichtssaal eine aufwendige Wandmalerei, die die Unterzeichnung der Magna Carta durch Johann Ohneland im Jahr 1215 darstellt.

## Einwohnerentwicklung
| Jahr | Einwohner¹ |
| ---- | ---------- |
| 1980 | 61.125     |
| 1990 | 57.475     |
| 2000 | 59.614     |
| 2010 | 60.785     |
| 2020 | 58.389     |

¹ 1980–2020: Volkszählungsergebnisse

## Verkehr
Die städtischen Busse können seit dem 2. Januar 2025 kostenfrei benutzt werden.

## Söhne und Töchter der Stadt
- Eugene V. Debs (1855–1926), Sozialist und Präsidentschaftskandidat
- Paul Dresser (1858–1906), Sänger, Songwriter, Entertainer und Musikverleger
- Janet Scudder (1869–1940), Bildhauerin
- Theodore Dreiser (1871–1945), Schriftsteller
- Max Ehrmann (1872–1945), Schriftsteller und Jurist
- Valeska Suratt (1882–1962), Schauspielerin
- Ray Arcel (1899–1994), Boxtrainer
- Chubby Johnson (1903–1974), Schauspieler
- Donald Jeffries Bear (1905–1952), Museumsdirektor, Kunstkritiker und Maler
- Basil Heiser (1909–2009), Franziskaner; 114. Generalminister der Franziskaner-Observanten (Minoriten)
- Claude Thornhill (1909–1965), Bandleader, Arrangeur und Pianist
- Scatman Crothers (1910–1986), Sänger, Komponist und Schauspieler
- William Wesley Peters (1912–1991), Architekt und Ingenieur
- Philip José Farmer (1918–2009), Science-Fiction Autor
- Jess Hahn (1921–1998), Schauspieler
- Birch Bayh (1928–2019), Politiker; US-Senator aus Indiana (1963–1981)
- Hubert Dreyfus (1929–2017), Philosoph und Professor für Philosophie
- Greg Bell (1930–2025), Weitspringer und Olympiasieger
- N. Warner Lee (* 1937), Jurist und Politiker
- Edward Tryon (1940–2019), Physiker
- John Nunn (* 1942), Ruderer
- Lynne Topping (1949–2011), Schauspielerin
- Charles Weibel (* 1950), Mathematiker, Hochschullehrer
- Mick Mars (* 1951), Hard-Rock-Gitarrist
- Kathryn Montgomery-Meissner (* 1952), Sopran, Kammersängerin
- Edward Wilkerson (* 1953), Jazz-Musiker und Musikpädagoge
- Brian D. Kerns (* 1957), Politiker
- Jose Pablo Cantillo (* 1979), Schauspieler
- Ruben Gonzales (* 1985), philippinischer Tennisspieler
- Danny Lauby (* 1992), Dartspieler